# Peirosauridae
Peirosauridae foi uma família de crocodilos pré-históricos terrestres que viveram durante o fim do período Cretáceo no supercontinente Gondwana. Nesta família há dois gêneros que ainda são duvidosos para serem catalogados como Peirosauridae: Stolokrosaurus e Mahajangasuchus. O nome desta família vem do gênero Peirosaurus, um gênero de crocodilos que viveram durante o fim do período Cretáceo no Brasil.

## Outras informações
Dentro da família Peirosauridae há duas subfamílias: Lomasuchinae e a ainda duvidosa Mahajangasuchinae.

## Distribuição dos gêneros oficiais
- Peirosaurus - Brasil
- Lomasuchus - Argentina
- Uberabasuchus - Brasil
- Montealtosuchus - Brasil